# Five Nights at Freddy’s: Security Breach
Five Nights at Freddy’s: Security Breach (с англ. — «Пять ночей у Фредди: Нарушение безопасности») — независимая компьютерная игра в жанре survival horror, разработанная и выпущенная в 2021 году канадской командой разработчиков Steel Wool Studios и американским игровым дизайнером Скоттом Коутоном. Игра является восьмой основной частью серии Five Nights at Freddy’s и тринадцатой во франшизе в целом. Действие Security Breach проходит в большом торговом центре, игрок управляет маленьким мальчиком Грегори, который должен дожить до утра, избегая враждебных аниматроников, являющимися талисманами центра, и охранницу Ванессу. В сравнении с предыдущими частями Five Nights at Freddy’s, игра претерпела огромные изменения в игровом процессе — игрок теперь может свободно перемещаться по торговому центру.
Официальный анонс Security Breach состоялся во время презентации консоли PlayStation 5 на PlayStation Showcase. Security Breach была выпущена 16 декабря 2021 года на Windows, PlayStation 4 и PlayStation 5, в дальнейшем игра была выпущена на Nintendo Switch, Xbox One, Xbox Series X/S, а также в сервисе облачного гейминга Google Stadia. В июле 2023 года игра получила бесплатное сюжетное дополнение Ruin. Security Breach получила смешанные отзывы от критиков — её похвалили за визуальное оформление и атмосферу, но критиковали технические проблемы в игровом процессе.

## Игровой процесс

Скриншот из игры. Игроку придётся прятаться от воспитателя детского сада Луны на игровой площадке в детском саду и искать резервные генераторы питания сада

Five Nights at Freddy’s: Security Breach представляет собой игру в жанре survival horror с видом от первого лица. Игрок управляет маленьким мальчиком Грегори, оказавшийся запертым в большом торговом центре «Мега-пицца-плекс Фредди Фазбера», который игрок может свободно исследовать. Мальчик должен выжить в торговом центре до шести часов утра и отбиваться от аниматроников, являющихся талисманами комплекса и которые хотят убить Грегори. «Мега-пицца-плекс Фредди Фазбера» и его аниматроники стилизованы под глэм-рок 80-х годов. Кроме этого, Грегори также не должен попасться на глаза ночной охраннице Ванессе.
В отличие от предыдущих частей франшизы, где медведь Фредди был одним из главных антагонистов, в этой части он помогает Грегори — в животе робота можно спрятаться и перемещаться. Однако у Фредди может закончиться энергия, и его необходимо подзаряжать. Кроме этого, Грегори может использовать наручные «Часы Faz» с камерами наблюдения для слежки за противниками, лазерный «Фазер-бластер» с неограниченным боезапасом, и оглушающая всех врагов «Faz-камера». Игрок также может отпугивать находящихся по близости аниматроников путём опрокидывания различных предметов в локации. По достижении шести часов утра, игрок может покинуть «Мега-пицца-плекс Фредди Фазбера» и завершить игру, однако в игре есть несколько концовок, которые зависят от того, как Грегори исследовал развлекательный центр.

## Сюжет

### Основная линия
Действие Five Nights at Freddy’s: Security Breach проходит в крупном торговом центре «Мега-пицца-плекс Фредди Фазбера» (сокращённо — пицца-плекс), где талисманами являются «глэмрок-аниматроники» Фредди, курица Чика, аллигатор Монтгомери (Монти) и волчица Роксана (Рокси). Во время выступления перед детьми у Фредди случается технический сбой, и он отключается. После перезагрузки в безопасном режиме Фредди просыпается в своей комнате, где обнаруживает, что внутри его живота, в отсеке для тортов и пиньят, прячется мальчик по имени Грегори. Об этом узнаёт ночная охранница Ванесса и приказывает всем аниматроникам и роботам-служащим найти Грегори.
Неисправность Фредди и его страх перед Ванессой вынуждает робота ослушаться её приказов, и он решает помочь Грегори пережить ночь, пока двери в торговый центр не откроются в шесть часов утра. Не попавшись на глаза охраннице и аниматроникам, Грегори удаётся получить доступ к системе видеонаблюдения. Пытаясь получить пропуск высокого уровня для доступа в определённые зоны торгового центра, Грегори заходит в детский сад, где сталкивается с дружелюбным аниматроником — Солнцем. Грегори случайно отключает электричество, в результате чего Солнце превращается в своего злого двойника Луну, который теперь охотится за Грегори.
В конце концов, Ванесса замечает мальчишку во время осмотра торгового центра и запирает его в комнате для вечеринок. Неожиданно за главным героем начинает охоту Ванни — женщина в лоскутном костюме кролика, и тот сбегает оттуда и воссоединяется с Фредди. Они вдвоём спускаются в подвал через вентиляцию, где Луна устроила на героев засаду и схватила Фредди. Грегори пробирается по подвалу, избегая эндоскелетов, и в конце концов выясняет, что медведь удерживается для допроса Ванессой на предмет местонахождения мальчика. Грегори ремонтирует Фредди после ухода охранницы и разбирает других аниматроников для того, чтобы использовать их детали для улучшения медведя.
Вскоре после модернизации Фредди наступает шесть часов утра, «Мега-пицца-плекс Фредди Фазбера» открывается, но Ванесса передаёт сообщение, в котором просит Грегори встретиться с ней для получения «вознаграждения», которое представляет собой несколько разных записей Ванеесы и неизвестной личности. У Грегори есть выбор — покинуть торговый центр, встретиться с Ванессой для получения «вознаграждения», либо продолжать исследовать торговый центр. Получение вознаграждения от Ванессы сводится к поиску компакт-дисков, на которых записаны её разговоры с психотерапевтами.
В Security Breach шесть концовок, каждая из которых зависит от действий игрока на протяжении всей игры и от того, как он исследовал торговый центр. Например, одна из них, «Концовка Бёрнтрапа», приводит к битве с аниматроником Бёрнтрапом, которого Грегори может победить. В этой концовке раскрывается судьба пиццерии «Freddy Fazbear’s Pizza», на остатках которой был построен торговый центр. В другой же концовке, «Концовка „Квеста Принцессы“», Грегори узнаёт, что Ванесса и охотившаяся за ним Ванни — один и тот же человек. После финальной стычки в «Fazer Blast», мальчик спасает Ванессу и вместе с ней и Фредди покидает торговый центр на восходе солнца.

### Ruin
Спустя некоторое время после событий основного сюжета, в заброшенный и разрушенный из-за землетрясения «Мега-пицца-плекс» приходит девочка Кейси по просьбе Грегори. Последний сообщает, что находится под завалами комплекса в области гонок Рокси и просит у Кейси помощи. Кейси исследует разрушенный пицца-плекс и находит Рокси-рацию, с помощью которой она связывается с Грегори, а также получает маску от работобота, схожую с маской Ванессы, с Виртуальным Ассистентом с Новаторским Нейросетевым Интерфейсом («В.А.Н.Н.И.»), с помощью которой она может проходить сквозь стены, закрытые виртуальными иллюзиями в реальности. С помощью В.А.Н.Н.И, управляемого искусственным интеллектом «Хэлп-и», Кейси продвигается по комплексу. Через рацию, Грегори просит Кейси с помощью маски найти и отключить узлы безопасности комплекса, однако её постоянно пытается остановить чёрный кролик, появляющийся при надевании маски.
Попав в детский сад, Кейси встречает Воспитателя и чинит его с помощью «Faz-ключа», из-за чего у него возникает третья личность — Затмение, которая выводит Кейси из сада и призывает сохранять осторожность. Хэлп-и с поддержкой Грегори удаётся заглушить сигнал чёрного кролика, но тот возвращается и препятствует глушителю Хэлп-и, установив свой собственный. Он продолжает всячески мешать Кейси, включая прерыватели АР, не дающие пользоваться сетью. Отключив узлы западных серверов, она прокладывает маршрут к гонкам Рокси.
Попав в салон красоты «Глэмрок», Кейси встречает разрушенную Рокси, которую отвлекает голос Грегори и она направляется к нему. Позже она встречает Кейси и нападает, приняв за Грегори, но затем узнаёт её голос и отпускает. Кейси успешно отключает почти все узлы безопасности, но Грегори заявляет, что последним является Рокси. Кейси находит её на гонках, та узнаёт её и спрашивает, как они будут вместе справлять следующую вечеринку. Кейси отключает её и спускается на лифте под завалы гонок Рокси.
Попав в старую пиццерию Фредди Фазбера и найдя компьютер, Кейси полностью отключает систему безопасности. Её пытается остановить чёрный кролик, однако не успевает и система отключается. Кейси находит забетонированную стену, рядом с которой лежит рюкзак Грегори. С помощью машины, Кейси разбивает стену, однако узнаёт, что всё время её пребывания в комплексе, с ней общался не Грегори, а эндоскелет, именуемый Мимиком, который подделал голос Грегори и заманил Кейси в комплекс, чтобы та помогла ему высвободиться из комплекса. На Мимика нападает Рокси и даёт Кейси сбежать. С последней связывается настоящий Грегори и заявляет, что его нет в комплексе, что Кейси попала в ловушку и призывает её выбираться оттуда. Мимик побеждает Рокси и пытается добраться до Кейси.
В дополнении Ruin три концовки, каждая из которых зависит от действий игрока. В первой, Кейси, по указаниям Грегори, удаётся добраться до лифта раньше Мимика, однако по рации Грегори заявляет, что чёрный кролик («СУБМ.X») являлся программой по защите узлов безопасности и в результате его отключения, Мимик больше не сдерживается им и может выбраться на свободу. После этого Грегори отключает лифт, из-за чего он падает обратно вместе с Кейси, которую позднее находит Рокси. Во второй концовке, Кейси может ослушаться указаний Грегори и свернуть в другой проход, найти плакат с Фредди Фазбером и с помощью маски увидеть галлюцинацию спасённых Грегори, Ванессы и Фредди. В третьей концовке, Кейси с помощью открытых ранее дверей, сможет уничтожить Мимика с помощью ковша из игры Five Nights at Freddy’s: Sister Location.

## Разработка и выпуск

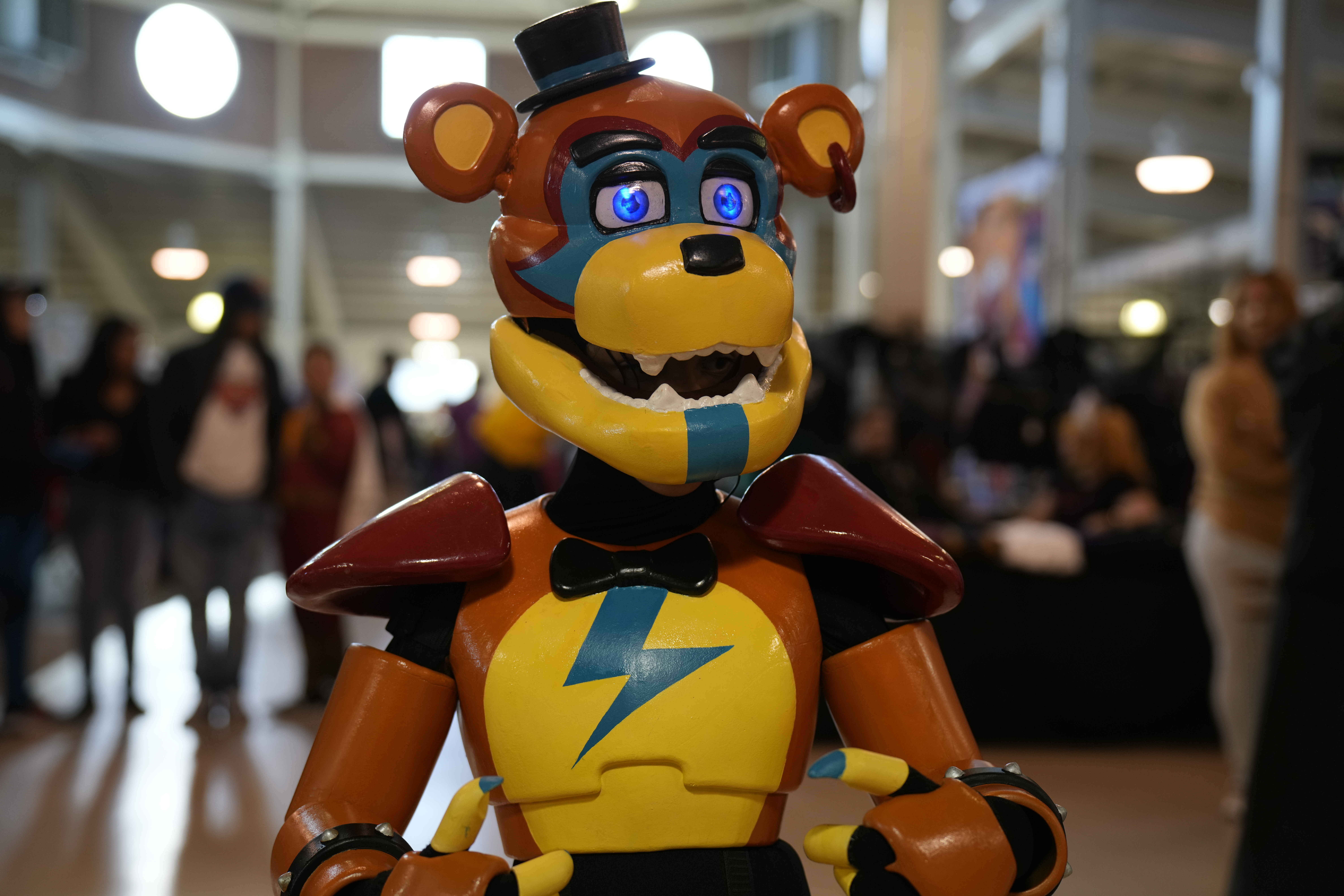
Косплей Фредди из Security Breach на Comic-Con в ноябре 2023 года

Five Nights at Freddy’s: Security Breach разработана командой разработчиков Steel Wool Studios и создателем Five Nights at Freddy’s Скоттом Коутоном. Официальный анонс игры состоялся 16 сентября 2020 года во время презентации консоли PlayStation 5 на PlayStation Showcase. В конце презентации было объявлено, что игра выйдет на Windows, PlayStation 4 и PlayStation 5, а на других платформах выпуск только планируется. 17 ноября Скотт Коутон на Reddit объявил, что игра и её последующие дополнения откладываются до начала 2021 года из-за пандемии COVID-19. В апреле следующего года Security Breach ещё раз отложили, но дату выхода не назвали, намекнув на релиз в 2021 году. Хоррор поддерживает рейтрейсинг и технологию DLSS от Nvidia. Игра разработана на движке Unreal Engine 4 от Epic Games.
В июне 2021 года стало известно, что Скотт Коутон поддерживает Республиканскую партию США, и из-за последующей критики со стороны игроков разработчик объявил об уходе из игровой индустрии, передав права на франшизу людям, которым он доверяет. Steel Wool Studios продолжила разработку игры. Во время презентации State of Play от 27 октября был показан финальный трейлер с датой выхода игры — 16 декабря. Осенью было выпущено коллекционное издание для консолей PlayStation, содержащее виниловую фигурку Ванни, 12-дюймовые двусторонние плюшевые фигурки аниматроников Солнце и Луна, набор булавок, магнит, коллекционную коробку и стилбук. 22 ноября 2022 года игра была портирована на консолях Xbox One и Xbox Series X/S, а 19 апреля 2023-го — на Nintendo Switch. 28 февраля 2022 года игра получила патч, в котором были исправлены многочисленные технические проблемы и понижена сложность. 1 июля игра появилась в библиотеке приложения облачного гейминга Google Stadia. В августе 2024 года игра стала временно бесплатной на PlayStation 4 и PlayStation 5 для подписчиков PlayStation Plus.
В процессе портирования игры, значительная часть которой была построена с использованием инструментария визуального скриптинга Blueprints в Unreal Engine, команда столкнулась с ограничениями этого инструмента, делающими сложным настройку механик и элементов игры. В отличие от почти безграничных возможностей C++, Blueprints лучше подходят для прототипирования, но не для полномасштабной разработки и масштабирования проекта. Это потребовало от команды дополнительных усилий по оптимизации и адаптации игры, особенно в контексте её портирования на менее мощные платформы, такие как Nintendo Switch, где ограничения по памяти и производительности выдвигают высокие требования к оптимизации.
На релизе игра подверглась критике со стороны игроков за высокую стоимость в Steam — в российском сегменте Security Breach стоила более трёх тысяч рублей, что выше даже на консолях PlayStation. Уже на следующий день Steel Wool Studios изменила ценник на более дешёвый и сообщила: «Чтобы убедиться, что вы заплатили правильную сумму за игру в вашем регионе, нужно обратиться в службу поддержки Steam».

### Товары и спин-офф
До выхода Five Nights at Freddy’s: Security Breach, 30 октября 2020 года, компания Funko официально выпустила линейку фигурок аниматроников «Глэмрок» и тайных коллекционных мини-фигурок. 20 мая 2021 года компания Funko также выпустила две 12-дюймовые статуэтки: Фредди и Грегори из «Глэмрок», прячущиеся от Ванни, Ванни и ночной охранник Ванесса по разные стороны от комнатного растения. Когда Скотт объявил, что из-за неожиданного размера игры её выход откладывается на неопределённый срок, разработчик выпустил бесплатную спин-офф игру под названием Security Breach: Fury’s Rage в качестве компенсации.

### Загружаемый контент
30 мая 2022 года было объявлено о выходе DLC под названием Ruin. 15 мая 2023 года на сайте Security Breach TV появился новый тизер к грядущему DLC. Вскоре после этого, 19 мая 2023 года, на YouTube-канале Steel Wool Studios был опубликован геймплейный трейлер DLC. В трейлере стало известно имя новой главной героини — Кейси, цель которой — спасти Грегори из разрушенного пицца-плекса от уничтоженных аниматроников. 24 июня 2023 года на канале ютубера Льюиса Докинза, известного под ником Dawko, в рамках благотворительной трансляции проекта The Trevor Project были показаны восемь новых изображений DLC. 14 июля компания Steel Wool Studios объявила дату выхода DLC — 25 июля 2023 года, и в данную дату DLC было выпущено в качестве бесплатного дополнения к игре.

## Отзывы критиков
| Сводный рейтинг       | Сводный рейтинг |
| Агрегатор             | Оценка          |
| --------------------- | --------------- |
| Metacritic            | 64/100          |
| Иноязычные издания    |                 |
| Издание               | Оценка          |
| IGN                   | 7/10            |
| Jeuxvideo.com         | 11/20           |
| PC Games              | 5/10            |
| Русскоязычные издания |                 |
| Издание               | Оценка          |
| StopGame.ru           | «Проходняк»     |
| «Игры Mail.ru»        | 6,5/10          |

Согласно сайту-агрегатору Metacritic, ПК-версия Five Nights at Freddy’s: Security Breach получила 64 балла из 100, что, по критериям сайта, указывает на «смешанные отзывы».
Атмосфера и визуальное оформление «Мега пицца-плекса Фредди Фазбера» были оценены положительно. Бен Крошоу из The Escapist и Майк Фетхи из Kotaku похвалили визуальные эффекты — первый отшучивался, что «на них, вероятно, ушёл весь бюджет», а второй назвал Security Breach «самой красивой игрой» в серии. Однако Николай Брюльке из PC Games отмечал «повторяющиеся» скримеры.
Обновлённый игровой процесс и сюжет вызвали разногласия. Майк Фетхи и рецензент французского сайта Jeuxvideo.com похвалил полностью переработанный геймплей и элемент исследования мира, первый также отмечал более активную роль Фредди в игре. Бен Крошоу и Кенчхон Мин из корейского подразделения IGN же были более критичны к геймплею, критикуя за отсутствие каких-либо указаний на карте, хотя Мин отметил, что Security Breach вывела франшизу на новое русло. Николай Брюльке также положительно оценил новую формулу геймплея. Сюжет и концовки критиковали Крошоу и Брюльке — первый заявил, что игра «так и не объяснила, почему аниматроники враждебные», а второй посчитал концовки «слабыми» и на них могут обратить внимание только фанаты.
Критики отмечали многочисленные технические проблемы в игре. Рецензент Jeuxvideo.com и Брюльке отмечали, что они наносят ущерб хоррор-моментам в игре, второй указывал на случаи, когда противники застревали на месте и позволяли игроку беспрепятственно перемещаться по локации. Крошоу заявил, что говорить о «незавершённости» игры было бы «слишком милосердно».

### Продажи и награды
Security Breach дебютировала на втором месте топ-10 игр по объёму выручке в Steam, уступив шутеру от первого лица Ready or Not и сохранив второе место на следующей неделе. В первую неделю 2022 года игра опустилась уже на третье место, но достигла пикового онлайна в 11 тыс. игроков. На следующей неделе она заняла шестую строчку по выручке, а потом замкнула десятку. Игра также попадала в чарт самых продаваемых игр в PlayStation Store за декабрь, январь и февраль. В марте 2022 года хоррор впервые попал в десятку британского чарта розничных продаж.
В декабре 2021 года Security Breach была признана «лучшей новой игрой» 2021 года по версии игроков PlayStation. Игра также стала одной из самых успешных новинок в Steam с наибольшей выручкой за 2021 год. Бен Крошоу из The Escapist же назвал её худшей игрой 2022 года, назвав её «шестиполосной». В сентябре 2023 года сайт GameRant признал Security Breach лучшей игрой во франшизе Five Nights at Freddy’s.

## Продолжение
24 мая 2023 года на презентации PlayStation Showcase разработчики из Steel Wool Studios анонсировали прямое продолжение Help Wanted — Five Nights at Freddy’s: Help Wanted 2 с планом на релиз в конце 2023 года. 20 ноября Steel Wool Studios опубликовали сообщение в PlayStation Blog, в котором раскрыли дату выхода — 14 декабря, а игра будет поддерживать только PlayStation VR2. В игре представлены уровни, основанные на Sister Location и Security Breach. Help Wanted 2 попала в список лучших VR-эксклюзивов с самым большим объёмом валовой выручки за 2023 год в Steam и стала одной из самых загружаемых VR-игр в PlayStation Store за декабрь.